# مارجريت تيلور-بوروز
مارجريت تيلور-بوروز (بالإنجليزية: Margaret Taylor-Burroughs)‏ (1 نوفمبر 1915 – 21 نوفمبر 2010؛ وتُعرف أيضًا بمارجريت تيلور غوس، أو مارجريت تيلور غوس بوروز، أو مارجريت ت. غ. بوروز) فنانة تشكيلية أمريكية، وكاتبة، وشاعرة، ومعلمة، ومنظمة فنون. شاركت في تأسيس متحف شيكاغو الأسمر الذي يُعرف حاليًا بمتحف دو سابل للتاريخ الأمريكي الأفريقي. وهي عضو ناشط في المجتمع الأمريكي الأفريقي، إذ أنها ساهمت في تأسيس مركز الجهة الجنوبية للفنون في شيكاغو، الذي اُفتتح في 1 مايو 1941 إهداءً لسيدة الولايات المتحدة الأولى في ذلك الوقت؛ إليانور روزفلت. عُينت مارجريت عضوًا في مجلس إدارة هذا المركز بعمر الثالثة والعشرين لتكون أصغر عضو فيه. قضت مارجريت معظم مسيرتها المهنية في تعليم الفنون في مدرسة دو سابل الثانوية. اتسمت أعمال مارجريت الكتابية بالغزارة، حيث ركزت جهودها على استكشاف تجربة السود في الولايات المتحدة، والأطفال وتقديرهم لهويتهم الثقافية وانفتاحهم على الفن ونمو وعيهم به. يُنسب إليها كذلك فضل تأسيس معرض فنون بحيرة شيكاغو في أوائل الخمسينيات.

## بداية حياتها وتعليمها
وُلدت بوروز في سانت روز، لويزيانا، واسمها عند الولادة فيكتوريا مارجريت تيلور. كان والدها مزارعًا وعاملًا في مخزن السكة الحديد، بينما كانت والدتها ربة منزل. انتقلت عائلتها إلى شيكاغو في عام 1920 وهي بعمر الخامسة حيث التحقت بمدرسة إنغلوود الثانوية برفقة غويندولين بروكس التي عُينت مستشارة الأدب في مكتبة الكونغرس (ملك شعراء الولايات المتحدة حاليًا) في الفترة 1985–1986. انضمت كلٌ من مارجريت وغويندولين إلى مجلس الشباب التابع للجمعية الوطنية للنهوض بالملونين. نالت مارجريت شهادة المعلم من كلية شيكاغو للمعلمين في عام 1937. وساهمت في تأسيس مركز الجهة الجنوبية للفنون في شيكاغو في عام 1939 ليكون مركزًا اجتماعيًا، ومعرضًا لتسليط الضوء على الفنانين الأمريكيين الأفارقة. وفي عام 1946، نالت مارجريت درجة بكالريوس الفنون في تعليم الفن من مدرسة الفن في معهد شيكاغو حيث نالت أيضًا درجة ماجستير الفنون في تعليم الفن في عام 1948. تزوجت مارجريت بالفنان بيرنارد غوس (1913–1966) في عام 1939، وتطلقا في عام 1947. ثم تزوجت بتشالرز غوردون بوروز في عام 1945 وظلت معه حتى وفاته بعد 45 سنة من زواجهما.

## حياتها المهنية
درّست مارجريت في مدرسة دو سابل الثانوية في الجهة الجنوبية من مدينة شيكاغو في الفترة 1946–1969، وعُينت أستاذة الإنسانيات في كلية كينيدي-كينغ في الفترة 1969–1979. درّست مارجريت أيضًا الفن والثقافة الأمريكية الأفريقية في كلية إلمهورست في عام 1968. وعينها هارولد واشنطن ممثل حي شيكاغو بارك في عام 1985، وظلت محتفظة بهذا المنصب حتى وفاتها عام 2010.

## متحف دو سابل
تعاونت مارجريت مع زوجها في تأسيس ما يُعرف حاليًا بمتحف دو سابل للتاريخ الأمريكي الأفريقي في شيكاغو في عام 1961. عُرفت تلك المؤسسة سابقًا باسم المتحف الأسمر للتاريخ والفنون الزنجية، واُفتتحاه الزوجان لأول مرة في غرفة المعيشة في بمنزلهما الواقع في 3806 س. شارع ميشيغان، حي برونزفيل في الجهة الجنوبية من شيكاغو، وكانت مارجريت المدير التنفيذي الأول له. أبدت مارجريت فخرها بأصول المتحف الشعبية قائلةً: «كنا وحدنا من ترعرع في الأحياء السوداء الأصلية. لم يكن لأحد من وسط المدينة الفضل في انطلاقنا للنجاح، بل الفضل كله يُنسب إلى البسطاء من الناس». ظلت مارجريت تدير هذا المكان حتى تقاعدها في عام 1985، ثم نالت لقب مدير فخري وظلت نشطة في إدارة عمليات المتحف وجمع الأموال.
انتقل المتحف لموقعه الحالي في 740 ي. القصر السادس والخمسين، منتزه واشنطن في عام 1973، وهو يُعد أقدم متحف للثقافة السوداء في الولايات المتحدة. ورد كلٌ من مبنى المتحف الحالي ومنزل آل بوروز في قائمة السجل الوطني للأماكن التاريخية، ويُعد المنزل معلمًا من معالم شيكاغو.